# Махендру, Аннет
Анита Деви Махендру (англ. Anita Devi Mahendru, род. 5 ноября 1985) ― американская актриса.

## Ранние годы
Махендру родилась в Кабуле, Демократическая Республика Афганистан. Её мать, Ольга, родом из России, а отец, Ганшан Махендру — индус, педагог и журналист из Дели, который переехал в Афганистан. Первые семь лет своего детства она провела между Афганистаном и Ленинградом и регулярно путешествовала между Санкт-Петербургом и Франкфуртом, прежде чем переехать со своим отцом в Ист-Мидоу, штат Нью-Йорк, в возрасте 13 лет после того, как её родители разошлись.
Она училась в средней школе Ист-Мидоу, где активно участвовала в соревнованиях по чирлидингу. Окончила её в 2004 году. Затем получила степень по английскому языку в Университете Сент-Джонс в Нью-Йорке.
Махендру говорит на персидском, русском, немецком и английском языках, а также на хинди и французском. Изначально она планировала работать в Организации Объединённых Наций. Позднее поступила в Нью-Йоркский университет на степень магистра международных отношений, так как хотела работать на благо женщин Афганистана, но бросила учёбу, чтобы заняться актёрским мастерством. Затем переехала в Лос-Анджелес и изучала импровизацию в актёрской школе Groundlings.

## Карьера
Аннет начала свою актёрскую карьеру в 2006 году, снявшись в эпизоде ситкома «Обезьяна любви», затем в спин-оффе «Закон и порядок» и короткометражном фильме «Искусство любви». В следующем году она появилась в эпизоде комедийно-драматического сериала «Красавцы». В 2011 году она снялась в сериале «Две девицы на мели». В 2012 году — в эпизоде ситкома «Майк и Молли».
В 2013 году Махендру сыграла Нину Крылову в сериале «Американцы», затем появилась в эпизоде криминального сериала «Белый воротничок» и в двух эпизодах криминальной драмы «Чёрный список». В 2014 году она продолжила играть Нину Крылову во втором сезоне «Американцев». Она также снялась в комедийно-драматическом фильме «Мост и туннель» и в качестве приглашённой звезды в мини-сериале «Секретные материалы». Она сыграла Нафису Аль-Кади в сериале «Тиран».
Она сыграла главную роль в независимом художественном фильме «Салли Пачолок» (2015), премьера которого состоялась на фестивале независимого кино в Вашингтоне и который получил награду за лучший полнометражный фильм.
Махендру снялась в седьмом эпизоде сериала «Романовы», который начал транслироваться на Amazon Video 16 ноября 2018 года.
Она играет главную роль Дженнифер Маллик в сериале «Ходячие мертвецы: Мир за пределами», премьера которого состоялась в 2020 году.

## Личная жизнь
Махендру замужем за Луи Гибсоном, писателем и режиссёром, сыном Мела Гибсона. У пары есть сын, родившийся в 2018 году.

## Избранная фильмография
| Год  |   | Русское название   | Оригинальное название | Роль  |
| ---- | - | ------------------ | --------------------- | ----- |
| 2011 | с | Две девицы на мели | 2 Broke Girls         | Робин |